# Jordi Fernández Torres
Jordi Fernández Torres   (Badalona, 27 de setembre de 1982) és un entrenador de bàsquet català, actualment entrenador principal dels Brooklyn Nets de la National Basketball Association (NBA), i és l'entrenador de la selecció nacional del Canadà.
El 15 de desembre de 2022 es va convertir en el primer català a entrenar un equip de l'NBA, quan en el partit dels Sacramento Kings, l'entrenador principal va ser expulsat i va assumir el seu rol.
En el mes de novembre de 2024 va ser nomenat fill predilecte de la ciutat de Badalona.

## Carrera d'entrenador
Fernández va començar la seva carrera com a entrenador a la National Basketball Association⁣ (NBA) el 2009, quan va ser contractat pels Cleveland Cavaliers com a entrenador de desenvolupament de jugadors. El 2013, Fernández va aprofitar l'oportunitat d'unir-se als Canton Charge de la NBA Development League com a entrenador assistent principal. Un any després es va convertir en l'entrenador en cap.
El 2009, Mike Brown, exentrenador dels Cleveland Cavaliers, va contractar Fernández com a entrenador de desenvolupament de jugadors de l'equip. Allà va ser tutor de Kyrie Irving, Tristan Thompson, Dion Waiters, Matthew Dellavedova i altres jugadors. Mike Gansey, director general adjunt dels Cavaliers, va parlar molt bé de Fernández durant la seva estada a l'equip: "Qualsevol que entri per aquesta porta, [Fernández] es pot identificar amb ells... o ho ha vist, o ho ha viscut. Per això és tan valuós”. Fernández també va treballar amb LeBron James i Shaquille O'Neal durant la seva estada als Cavaliers. També va formar part del cos tècnic durant el Campionat de l'NBA del 2016 dels Cavaliers.
En començar la temporada 2016-17, els Denver Nuggets van afegir Fernández al seu cos tècnic com a entrenador ajudant.
Fernández va ser referenciat a l'informe anual d'ESPN sobre possibles candidats a entrenador a seguir l'abril del 2018. Els jugadors de la plantilla dels Nuggets van parlar molt bé de Fernández. Monté Morris va dir: "És un paio que se centra en els negocis".
El 18 de maig de 2022, Fernández va ser contractat com a entrenador en cap associat de Mike Brown als Sacramento Kings.
El 15 de desembre de 2022 es va convertir en el primer català a entrenar a un equip de l'NBA, quan en el partit dels Sacramento Kings, l'entrenador principal va ser expulsat i va assumir el seu rol.
El 22 d'abril de 2024 fou nomenat entrenador principal dels Brooklyn Nets, sent el tercer entrenador europeu i el primer català i espanyol en dirigir una franquícia de l'NBA.

## Carrera de la selecció nacional
Fernández va ser entrenador ajudant de l'equip nacional de Nigèria amb Mike Brown als Jocs Olímpics d'estiu de 2020 a Tòquio, Japó.
El 27 de juny del 2023, Fernández va substituir Nick Nurse com a entrenador de l'equip masculí de bàsquet del Canadà, guanyant la medalla de bronze al Mundial de 2023 derrotant la selecció dels Estats Units en el partit pel tercer i quart lloc.

## Educació
La formació acadèmica de Fernández li proporciona una perspectiva única de l'entrenament. És llicenciat en Ciències de l'Esport i és a un article acadèmic de doctorar-se en Psicologia de l'Esport. Ha estudiat i investigat àmpliament l'observació del comportament humà. El 2009, Fernández va ser coautor d'un article acadèmic titulat Identifying and analyzing the construction and effectiveness of offensive plays in basketball by using systematic observation.